# سوت‌کش بال‌قهوه‌ای
سوت‌کش بال‌قهوه‌ای (نام علمی: Schiffornis turdina) نام یک گونه از سرده سوت‌کش‌ها است.